# Demetrio de Escepsis
Demetrio de Escepsis (Δημήτριος ὁ Σκήψιος) fue un gramático griego, contemporáneo de Aristarco y Crates (Estrabón xiii. p. 609). Demetrio procedía de una buena familia y era un filólogo de gran agudeza (Laercio v. 84). Fue autor de una obra muy extensa que suele tomarse como referencia: Sobre el espectáculo del ejército troyano (Τρωικὸς διάκοσμος), que constaba de treinta libros y era un comentario histórico y geográfico de la sección del segundo libro de la Ilíada conocida como «Catálogo de los troyanos». En su Geografía, Estrabón lo llama a veces «el Escepsio»; y otras, sencillamente «Demetrio». 
Los numerosos pasajes en que se nombra o se cita a Demetrio de Escepsis fueron reunidos por Westermann en una edición suya de la obra de Vossius Los historiadores griegos (pp. 179 y ss.)